# Laura Wilde

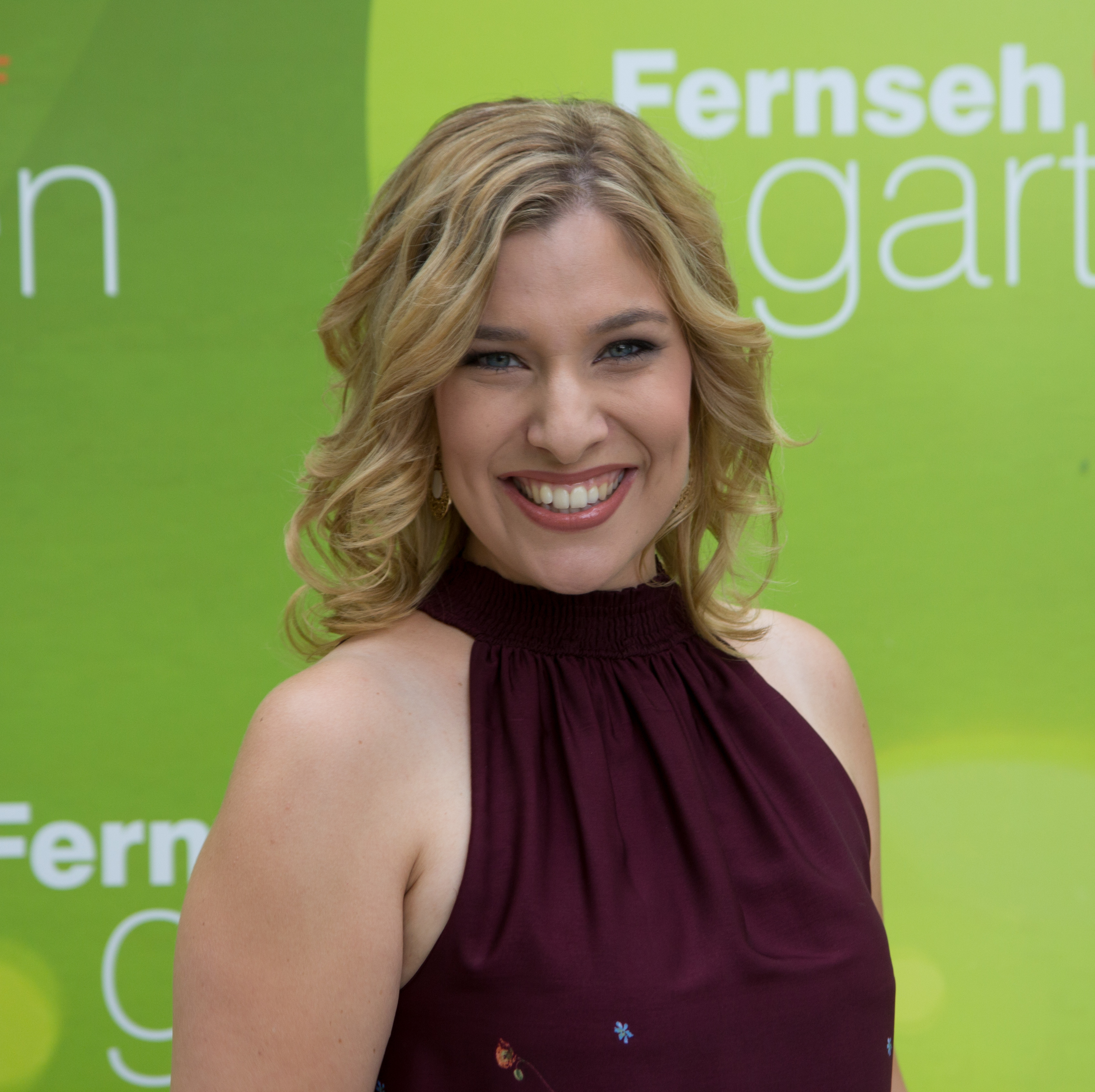
Laura Wilde (2018)

Laura Wilde (* 4. Januar 1989 als Laura Milde  in Heppenheim) ist eine deutsche Schlagersängerin.

## Leben
Wilde hat eine ungarische Großmutter. Mit elf Jahren schrieb sich Wilde am Konservatorium ein. Dort erhielt sie klassischen Gesangsunterricht und ging nebenbei noch in die Klavierstunde. Sie gewann damals einige Gesangswettbewerbe und sammelte erste Erfahrungen mit Studioaufnahmen. 2008 bewarb sie sich bei Sänger und Produzent Uwe Busse, der mit ihr ein Album produzierte. Ihre Fernsehpremiere hatte Wilde am 30. Oktober 2010 in der Sendung Willkommen bei Carmen Nebel, in der sie ihre erste Single vorstellte.
2011 erschien Wildes Debütalbum Fang deine Träume ein. Sie wurde mit dem Leserpreis „Mein Star des Jahres“, dem SWR4-Nachwuchs-Schlagerstern und dem Smago-Award ausgezeichnet. 2013 folgte ihr zweites Album Umarm die Welt mit mir – ebenfalls von Uwe Busse produziert.
2014 gaben Busse und Wilde die Beendigung ihrer Zusammenarbeit bekannt. Seitdem ist ihr neuer Produzent und Songwriter Rainer Kalb; er saß bei Wildes ersten beiden Alben schon am Mischpult und war für die Arrangements usw. zuständig. Mit ihm wurde 2014 am dritten Album Verzaubert gearbeitet, das im März 2015 erschien. Erstmals schrieb hier Wilde auch selbst an ihren Songtexten mit.

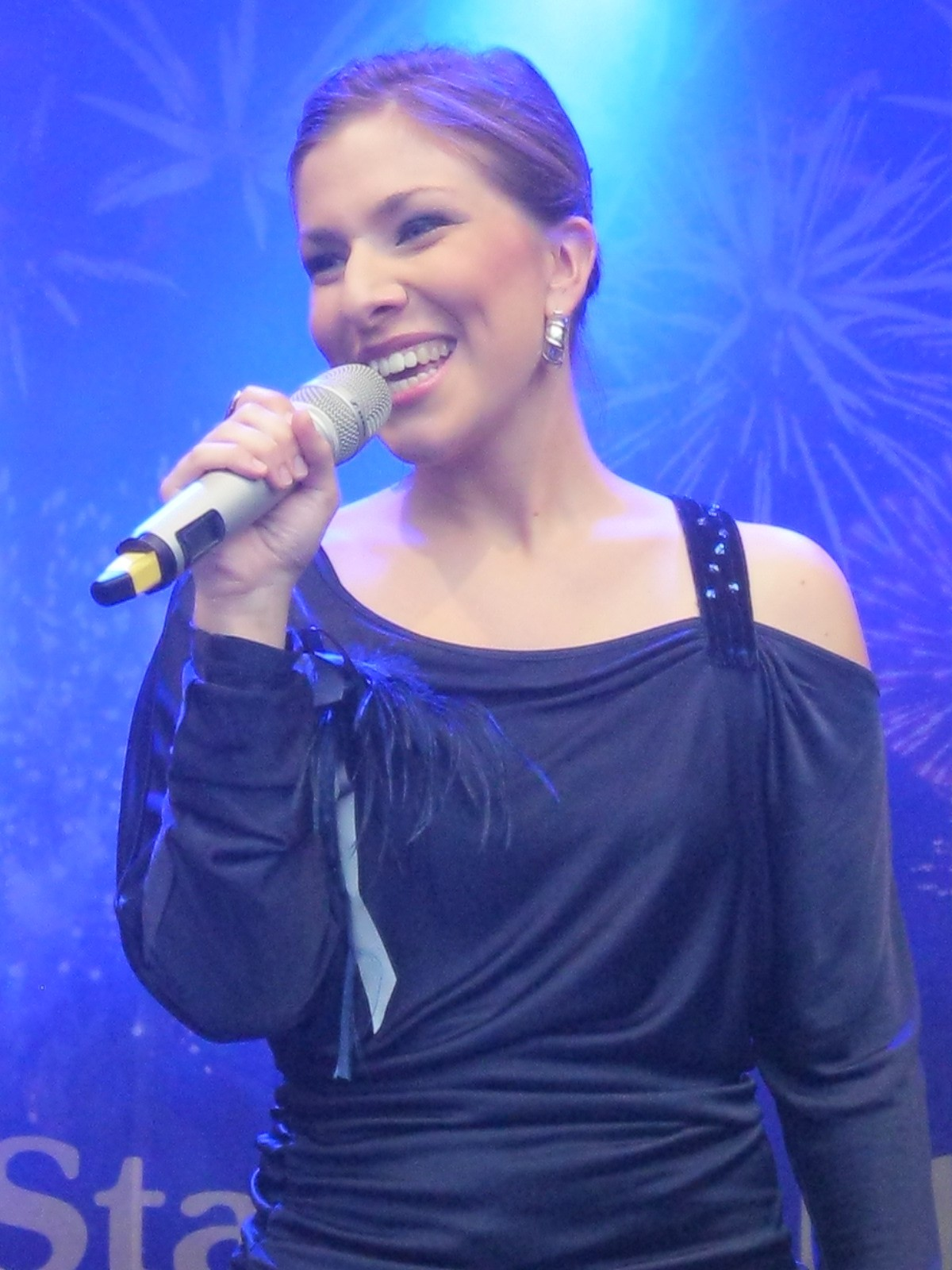
Laura Wilde (2012)

Laura Wilde wohnt in Karlsruhe.

## Diskografie

### Studioalben
| Jahr | Titel                  | Höchstplatzierung, Gesamtwochen, AuszeichnungChartplatzierungen (Jahr, Titel, Platzierungen, Wochen, Auszeichnungen, Anmerkungen) | Höchstplatzierung, Gesamtwochen, AuszeichnungChartplatzierungen (Jahr, Titel, Platzierungen, Wochen, Auszeichnungen, Anmerkungen) | Höchstplatzierung, Gesamtwochen, AuszeichnungChartplatzierungen (Jahr, Titel, Platzierungen, Wochen, Auszeichnungen, Anmerkungen) | Anmerkungen                           |
| Jahr | Titel                  | DE | AT | CH | Anmerkungen                           |
| ---- | ---------------------- | --- | --- | --- | ------------------------------------- |
| 2011 | Fang deine Träume ein  | DE52 (1 Wo.)DE | AT36 (2 Wo.)AT | — | Erstveröffentlichung: 29. Juli 2011   |
| 2013 | Umarm die Welt mit mir | DE58 (1 Wo.)DE | AT50 (1 Wo.)AT | — | Erstveröffentlichung: 12. April 2013  |
| 2015 | Verzaubert             | DE72 (1 Wo.)DE | — | — | Erstveröffentlichung: 20. März 2015   |
| 2016 | Echt                   | DE31 (1 Wo.)DE | — | — | Erstveröffentlichung: 12. August 2016 |
| 2018 | Es ist nie zu spät     | DE18 (1 Wo.)DE | — | CH62 (1 Wo.)CH | Erstveröffentlichung: 19. Januar 2018 |
| 2019 | Lust                   | DE25 (1 Wo.)DE | — | — | Erstveröffentlichung: 9. August 2019  |
| 2021 | Unbeschreiblich        | DE18 (1 Wo.)DE | — | CH52 (1 Wo.)CH | Erstveröffentlichung: 4. Juni 2021    |
| 2023 | Nonstop ins Glück      | DE37 (1 Wo.)DE | — | — | Erstveröffentlichung: 5. Mai 2023     |
| 2025 | Boulevard Sehnsucht    | DE28 (1 Wo.)DE | — | — | Erstveröffentlichung: 16. Mai 2025    |

### Kompilationen
| Jahr | Titel                 | Höchstplatzierung, Gesamtwochen, AuszeichnungChartsChartplatzierungen (Jahr, Titel, Platzierungen, Wochen, Auszeichnungen, Anmerkungen) | Anmerkungen                            |
| Jahr | Titel                 | DE | Anmerkungen                            |
| ---- | --------------------- | --- | -------------------------------------- |
| 2024 | Wildes Ding – Best Of | DE62 (1 Wo.)DE | Erstveröffentlichung: 11. Oktober 2024 |

### Singles
- 2010: Ich sehe was, was du nicht siehst (in deinen blauen Augen)
- 2011: Wo hast du denn Küssen gelernt
- 2011: Ungarisches Blut
- 2011: Schlittenfahrt
- 2012: Alles aus Liebe
- 2013: Warte bis es dunkel wird
- 2013: Umarm die Welt mit mir
- 2013: Ich schenk dir mein Herz
- 2013: Mein Herz versteht Spanisch
- 2015: Im Zauber der Nacht
- 2015: Mitten ins Herz
- 2015: Da ist ein Engel
- 2016: Heute hat es Klick gemacht
- 2016: Blumen im Asphalt
- 2017: Federleicht
- 2017: Wenn du denkst
- 2017: Rendez-Vous
- 2018: Wolkenbruch im 7ten Himmel
- 2018: Es ist nie zu spät
- 2019: Blicke von Dir
- 2019: Einfach nur Lust
- 2019: Alles geht
- 2020: Liebe ist ein Bumerang
- 2020: Wir lieben das Leben
- 2021: Stell Dir vor
- 2021: Unbeschreiblich
- 2021: Zurück in die Zukunft
- 2022: Vergiss mich morgen
- 2022: Manchmal Nachts
- 2023: 24/7
- 2024: Es geht wieder los
- 2025: Boulevard Sehnsucht[5]